# Ченыкаевка
 Ченыкаевка — деревня в Татищевском районе Саратовской области в составе сельского поселения Вязовское муниципальное образование.

## География
Находится на расстоянии примерно 23 километра по прямой на северо-восток от районного центра поселка Татищево.

## История
Официальная дата основания 1743 год.

## Население
Постоянное население составляло 15 человек в 2002 году (русские 100%), 12 в 2010.